# Masacre escolar de Nanping
La masacre escolar de Nanping (chino:福建南平校园惨案) ocurrió en la Escuela Primaria Experimental de la ciudad de Nanping en la ciudad de Nanping, provincia de Fujian, República Popular China, en la que un hombre usó un cuchillo para matar a ocho niños e hirió gravemente a cinco otros. El incidente ocurrió el 23 de marzo de 2010, alrededor de las 7:20 a. m. hora local. Fue el primer incidente de una serie de ataques a escuelas en curso en China. Más tarde, el autor confesó el crimen y dijo a los investigadores de la policía que "la vida no tenía sentido".

## Incidente
Los niños fueron atacados fuera de las puertas por un hombre cuando llegaban a la escuela a las 7:20 a. m. hora local (UTC+8).  (Antes de los ataques, era práctica de la escuela mantener las puertas cerradas hasta que comenzaran las clases a las 7:30 a. m.) El perpetrador fue sometido en el lugar por tres adultos. De las ocho víctimas mortales, seis murieron en el lugar y los otros dos más tarde en el hospital. Los fallecidos fueron cuatro niños y cuatro niñas.
La escuela, que tiene alrededor de 2.000 estudiantes, cerró durante el día 23 de marzo antes de reabrir al día siguiente.

## Perpetrador
Zheng Minsheng (30 de abril de 1968 – 28 de abril de 2010), que anteriormente había trabajado como médico comunitario, fue arrestado. The Associated Press informó que, según un funcionario del gobierno de la ciudad de Nanping que se negó a ser identificado, Zheng tenía un historial de problemas de salud mental. Más tarde, Zheng le dijo a la policía que investigaba el crimen que pensaba que "la vida no tenía sentido",  y confesó el crimen. Fue acusado de homicidio intencional por la fiscalía de la provincia.
En el juicio, la policía afirmó que Zheng no tenía antecedentes de enfermedad mental, lo que contradice informes anteriores. Zheng dijo que realizó el ataque después de haber sido rechazado por una mujer y sufrir un "trato injusto" por parte de la familia adinerada de la mujer. Fue declarado culpable y condenado a muerte el 8 de abril de 2010. Zheng fue ejecutado por un pelotón de fusilamiento veinte días después.

## Víctimas
- Ke Cuiting - 柯翠婷 (5)
- Chen Chuning - 陈楚柠 (5)
- Ouyang Yuhao - 欧阳宇豪 (4)
- Huang Shujie - 黄舒婕 (4)
- Peng Fei - 彭飞 (7)
- Chen Jiahui - 陈佳慧 (2)
- Zhou Yuxiao - 周雨笑 (4)
- Hou Chuanjie - 侯传杰 (7)